# John White (cirurgià)
Aquest autor és citat en taxonomia animal amb el nom «White».
John White (c. 1756 – 20 de febrer del 1832) fou un cirurgià i col·leccionista botànic anglès.

## Biografia
White nasqué a Sussex (algunes fonts diuen que nasqué el 1750) i entrà a la Royal Navy el 26 de juny del 1778 com a ajudant del tercer cirurgià. Fou promogut a cirurgià el 1780, i fou el cirurgià principal durant el viatge de la Primera Flota a Austràlia. Al març del 1787, White s'uní als transports de la Primera Flota a Plymouth, on veié que els presidiaris portaven un temps menjant carn salada, una preparació inadequada per un viatge llarg. Aconseguí obtenir provisions de carn fresca i verdures per ells, i feu gestions perquè se'ls permetés pujar a la coberta en relleus per respirar aire fresc. El seu tractament assenyat i humà fou probablement el motiu pel qual el nombre de morts de presidiaris durant el viatge no fou més elevat. John White serví com a cirurgià a la nau Charlotte durant el viatge a Austràlia.
White arribà a Austràlia el 1788 com a Cirurgià en Cap de Nova Gal·les del Sud i hi organitzà un hospital, però la manca de provisions mèdiques fou un problema. S'interessà per la fauna i la flora nadiues de la nova terra i investigà el potencial de les plantes australianes per ser utilitzades com a medicina. Observà les qualitats olfactives de l'eucaliptus i destil·là oli d'eucaliptus el 1788.
White escrigué A Journal of a Voyage to New South Wales (1790, "Diari d'un viatge a Nova Gal·les del Sud"), que descrigué moltes espècies australianes per primer cop. El diari tenia 65 gravats en plaques de coure d'ocells, animals i espècimens botànics, i al llarg dels cinc anys següents fou traduït a l'alemany i el francès. White fou el primer a descriure la granota Litoria caerulea, que posteriorment fou anomenada granota arborícola de White.
Segons el seu diari, Austràlia no li agradava gens, i la descrivia com "un país i un indret tan desagradable i odiós que només mereix execracions i maleficis". Demanà un permís el 1792, que li fou concedit el 1794. Salpà per Anglaterra el 17 de desembre del 1794 i després viatjà a Irlanda. El 1786 dimití quan se li donà l'opció de tornar a Austràlia. White fou cirurgià al Royal William, i durant 30 anys fou enviat a Sheerness (1799) i després a les drassanes de Chatham (1803). Es retirà amb una mitja pensió el 1820. Morí a Worthing, Anglaterra.